# Landschaftsschutzgebiet Linnebach (Detmold)

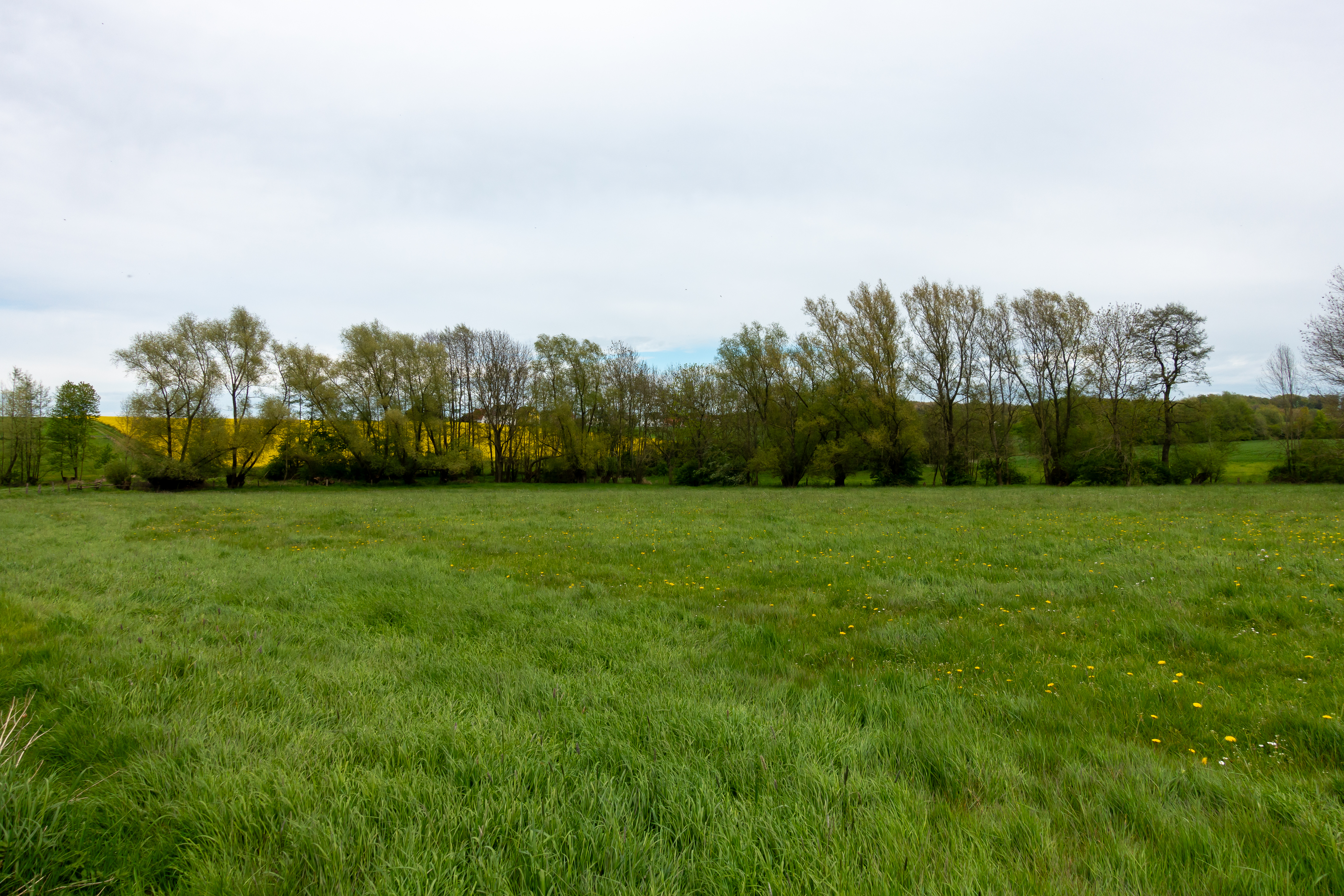
Weide mit Ufergehölz

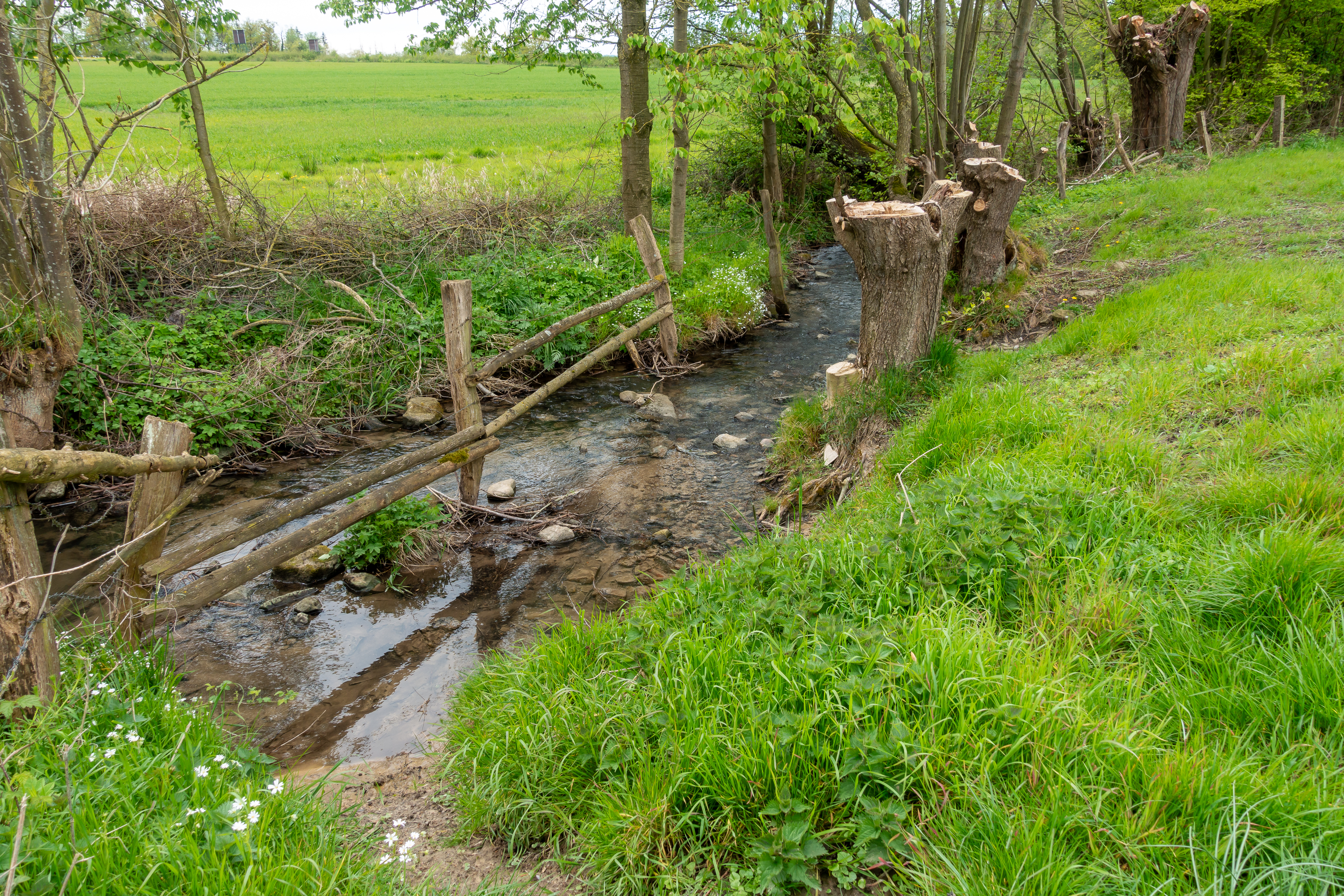
Linnebach nach Aufnahme des Grenzbaches

Das Landschaftsschutzgebiet Linnebach (Detmold) mit etwa 19 ha Flächengröße liegt im Stadtgebiet von Detmold. Es wurde 2006 mit dem Landschaftsplan Detmold durch den Kreistag des Kreises Lippe als Landschaftsschutzgebiet (LSG) ausgewiesen. Teilweise grenzt die Bebauung direkt an das Schutzgebiet. Das LSG geht bis zur Stadtgrenze von Lemgo. Auf Lemgoer Stadtgebiet schließt sich direkt das Landschaftsschutzgebiet Linnebach an. Die Bundesstraße 238 kreuzt das LSG. Bebauung grenzt teilweise direkt an. Ein Bauernhof, der nicht zum LSG gehört, liegt wie eine Insel im Schutzgebiet.

## Beschreibung
Das LSG umfasst einen etwa 900 m langen, zum Teil leicht mäandrierenden Bachlauf, Bachaue des Linnebaches und die angrenzenden Hangbereiche. Der Bach ist etwa 1 m breit und hat eine steinige Sohle. „Der Linnebach ist stellenweise auch begradigt. Das zum Teil alte Ufergehölz aus Erlen, Eschen und Silberweiden ist durchgängig gut entwickelt. An den Bach grenzt überwiegend Grünland, das zumeist als Rinderweide genutzt wird.“
Zum Wert des Schutzgebietes führt der Landschaftsplan aus: „Der Bach hat Bedeutung als wertvolles Fließgewässer in ansonsten landwirtschaftlich genutzter Umgebung.“

## Schutzzwecke für das LSG
Laut Landschaftsplan erfolgte die Ausweisung des LSG
- „zur Erhaltung und Wiederherstellung der Leistungsfähigkeit des Naturhaushaltes in ökologisch besonders wertvoll strukturierten Bereichen mit Wasser-, Klima- und Biotopschutzfunktionen,“
- „zur Erhaltung und Wiederherstellung von Quellbereichen und naturnahen Fließgewässern, Wald- und Grünlandbereichen unterschiedlicher Feuchtestufen, Feldgehölzen, Hecken und Obstwiesen,“
- „zur Erhaltung morphologisch ausgeprägter Bereiche zur Sicherung der landschaftlichen Eigenart und Vielfalt für die Erholung,“
- „zur Erhaltung wertvoller Biotopkomplexe aus Wald-Grünlandbereichen, Fließgewässern und Quellen sowie Biotopen nach § 62 LG mit wichtigen Refugial-, Puffer-, Trittstein- und Vernetzungsfunktionen,“
- „zur Erhaltung und Wiederherstellung wichtiger Rückzugsräume für die bedrohte Tier- und Pflanzenwelt,“
- „zur Sicherung der das Orts- und Landschaftsbild gliedernden und belebenden und die dörflichen Siedlungsstrukturen prägenden Freiraumelemente.“[1]

## Rechtliche Vorschriften
Im Landschaftsschutzgebiet ist unter anderem das Errichten von Bauten und Fischteichen verboten. Grün- und Brachland darf nicht in eine andere Nutzungsart umgewandelt oder umgebrochen werden.